# Jean Vallière
Jean Vallière (Acqueville, 1480 circa – Parigi, 8 agosto 1523) è stato un agostiniano francese. Fu uno dei primi aderenti al luteranesimo. Fu bruciato sul rogo per eresia antitrinitaria e fu la prima vittima francese della Riforma protestante.

## Il processo
Agostiniano dell'abbazia di Livry, presso Pressy, fu condannato, dice l'abate Pierre Driart, «per le blasfeme ed enormi parole dette su Nostro Signore Gesù e sulla sua degna madre la Vergine Maria». Aveva infatti sostenuto che il padre di Gesù era stato Giuseppe e la Madonna lo aveva concepito come ogni altro essere umano.
Jean Vallière fu uno dei primi aderenti al luteranesimo: del resto, nel convento di Livry, da quando ne fu abate Jean Mauburnus, era penetrato lo spirito della Riforma, pur nelle moderate espressioni di Erasmo, con il quale l'abate fu in corrispondenza. 
La sentenza del Parlamento di Parigi si è conservata ed è il più antico testo noto fino ad oggi di una condanna pronunciata contro un aderente alla Riforma francese.
«Viste dalla corte le accuse e le informazioni fatte al Giudice dal prevosto e dal sottoprevosto di Precy contro Jehan Vallière, cosiddetto eremita, prigioniero nella Prigione del palazzo a causa delle esecrabili e detestabili blasfemie da lui dette e professate su nostro Salvatore e Redentore Gesù Cristo e della gloriosa vergine Maria sua madre, gli interrogatori e le confessioni del detto Vallière, fatte davanti ai consiglieri di questa corte a ciò commessi, come la raccolta dei testimoni e i confronti con dette persone e ascoltato e interrogato in detta corte sui detti casi, si è confessato chierico e ha chiesto di essere dimesso dallo stato clericale e, tutto ciò considerato e attestato, il detto Vallière non sarà reso come chierico e non godrà del privilegio del clericato e inoltre la corte, in ragione dei casi detti, ha condannato e condanna il detto Vallière a essere condotto in un carro ove si portano le immondizie della Città, fin davanti alla chiesa di Notre Dame di Parigi e qui chieda grazia e perdono a Dio e alla Vergine Maria delle sue blasfemie e ciò fatto da lì sia condotto al mercato dei porci e qui, dopo avergli tagliata la lingua e bruciato vivo, sia il suo abito e il suo corpo ridotto in cenere. E ha ordinato e ordina la detta corte che il processo fatto contro il detto Vallière sia bruciato e i suoi beni confiscati. Fatto ed eseguito l'otto agosto dell'anno millecinquecentoventitré. 
Firmato Malon».
Quello stesso giorno furono bruciati, davanti alla chiesa di Notre Dame, un buon numero di libri di Lutero sequestrati durante l'inchiesta contro il Vallière.